# 加州真隱綿鳚
加州真隱綿鳚，為輻鰭魚綱鱸形目绵鳚亞目绵鳚科的其中一種，分布於中太平洋東部，包括美國加州海域，屬底棲性魚類，棲息深度在水深73至545公尺，體長可達22公分，屬肉食性，以甲殼類為食。